# Rennes-le-Château
Rennes-le-Château település Franciaországban, Aude megyében. Lakosainak száma 87 fő (2022. január 1.). Rennes-le-Château Bugarach, Couiza, Espéraza, Granès, Rennes-les-Bains, Saint-Just-et-le-Bézu és Sougraigne községekkel határos.

## Népesség
A település népessége az elmúlt években az alábbi módon változott:
| Lakosok száma | 90   | 63   | 88   | 90   | 58   | 71   | 80   | 93   | 91   | 87   |
|               | 1968 | 1982 | 1990 | 2006 | 2013 | 2015 | 2017 | 2019 | 2020 | 2022 |